# Daruma sagamia
Daruma sagamia är en fiskart som beskrevs av Jordan och Starks, 1904. Daruma sagamia ingår i släktet Daruma och familjen simpor. Inga underarter finns listade i Catalogue of Life.